# Feel No Pain
Singles de Sade
No Ordinary Love
(1992) Kiss of Life
(1993)
Clip vidéo
[vidéo] « Feel No Pain », sur YouTube
Feel No Pain (« Ne ressentir aucune souffrance », en anglais) est une chanson du groupe britannique Sade. Elle est extraite de leur quatrième album studio Love Deluxe le 16 novembre 1992 chez Epic Records en tant que deuxième single, faisant suite à No Ordinary Love. 

## Thème
Les paroles de cette chanson de blues, sont écrites sur le thème d'une prière pour aider sa famille à trouver le courage de se sortir de la spirale de la perte d'emploi, de la souffrance, du chômage, de la pauvreté, du blues, de la haine, et de l'exclusion sociale... Le clip est tourné symboliquement au milieu d'un désert aride, avec des mirages d'eau. 

## Accueil critique
Larry Flick du magazine Billboard a qualifié Feel No Pain de « slow jam succulent » et « de loin, le morceau le plus accessible de l'album ». Il explique : « un rythme shuffle créatif est agrémenté d'un jeu de guitare subtil et blues et de passages de claviers vaporeux. Bien sûr, la voix unique de Sade est le point central à tout moment ». Andrew Smith du magazine britannique Melody Maker écrit que « Sade façonne une soul moderne polie, stérile et dépourvue d'ambiguïté ». Un critique du magazine paneuropéen Music & Media a écrit : « Détendu mais néanmoins entraîné, le deuxième single de l'album Love Deluxe n'est pas complètement indolore, car le motif répétitif de la basse vous fait taper du pied jusqu'à ce qu'il vous fasse mal, en particulier grâce au remix dance de Nellee Hooper ».

## Crédits
- Sade Adu – vocal et arrangements
- Andrew Hale – clavier
- Paul Denman – basse
- Stuart Matthewman – guitare, saxophone
- Martin Ditcham – batterie, percussion

## Liste des titres
| A. | Feel No Pain                                      | 5:08 |
| B. | Love Is Stronger Than Pride (Mad Professor Remix) | 4:25 |

## Classements
| Classement (1992–1993)           | Meilleure position |
| -------------------------------- | ------------------ |
| Allemagne (GfK Entertainment)    | 80                 |
| Australie (ARIA)                 | 107                |
| États-Unis (R&B/Hip-Hop Songs)   | 59                 |
| États-Unis (Top 100 R&B Singles) | 44                 |
| Europe (European Dance Radio)    | 20                 |
| Italie (Musica e dischi)         | 20                 |
| Nouvelle-Zélande (RMNZ)          | 48                 |
| Royaume-Uni (UK Singles Chart)   | 56                 |